# Sound of the Underground (album)
Sound of the Underground to tytuł debiutowego albumu brytyjskiej grupy Girls Aloud.
Singel (Sound of the Underground) został wydany 16 grudnia 2002, sprzedał się (w ciągu pierwszego tygodnia) w nakładzie 213 000 kopii. Girls Aloud, zespół utworzony podczas brytyjskiej wersji programu Idol, w edycji „The Rivals” (w którym została utworzona damska i męska grupa, mająca na celu walczyć o bożonarodzeniowy hit numer 1) pokonały swoich rywali z „One True Voice”. Debiutowy album o tej samej nazwie został wydany 26 maja 2003, zajmując miejsce 2.
Drugą wersją albumu wydano 1 grudnia 2003, z paroma nowymi piosenkami, w tym, z czwartym singlem „Jump (for My Love)” z filmu Love Actually, oraz ścieżką dźwiękową do filmu „Zakręcony piątek” pt. „You Freak Me Out”. Usunięto natomiast brytyjskie bonusy tj. „Love Bomb” i „Everything You Ever Wanted” oraz „Don't Want You Back”.

## Lista utworów

### Wersja oryginalna
| #   | Tytuł                                                                                          | Długość |
| --- | ---------------------------------------------------------------------------------------------- | ------- |
| 1.  | „Sound of the Underground” Writers: M. Cooper, N. Scarlett, B. Higgins, Xenomania              | 3:41    |
| 2.  | „No Good Advice” Writers: M. Cooper, B. Higgins, L. Cowling, N. Coler, Xenomania, L. Nystrom   | 3:48    |
| 3.  | „Some Kind Of Miracle” Writers: M. Cooper, L. Cowling, T. Powell, S. Lee, B. Higgins, E. Lynch | 3:09    |
| 4.  | All I Need (All I Don't) Writers: A. Knox, Peters & Peters                                     | 3:38    |
| 5.  | „Life Got Cold” Writers: M. Cooper, L. Cowling, N. Coler, B. Higgins, Xenomania                | 3:57    |
| 6.  | „Mars Attack” Writers: A. Clarkson, P. Carter, M. Glanville                                    | 3:28    |
| 7.  | „Stop” Writers: M. Cooper, B. Higgins, M. Gray, Xenomania                                      | 3:35    |
| 8.  | „Girls Allowed” Writers: B. McFadden, N. Shorten                                               | 3:26    |
| 9.  | „Forever And A Night” Writers: G. Miller, M. Fueller, A. Goldmark                              | 3:17    |
| 10. | „Love/Hate” Writers: N. Scarlett, E. Becker, B. Higgins, Xenomania                             | 4:40    |
| 11. | „Boogie Down Love” Writers: A. Clarkson, P. Carter, M. Glanville                               | 4:05    |
| 12. | „Don't Want You Back” Writers: A. Bagge, A. Birgisson, M. Bell                                 | 3:19    |
| 13. | „White Lies” Writers: T. Kellett, S. Nordstrom                                                 | 4:01    |
| 14. | „Love Bomb” (UK Bonus Track) Writers: A. Clarkson, M. Ward, S. Ward                            | 2:55    |
| 15. | „Everything You Ever Wanted” (UK Bonus Track) Writers: ?                                       | 2:53    |

### Reedycja
| #   | Tytuł                                                                                          | Długość |
| --- | ---------------------------------------------------------------------------------------------- | ------- |
| 1.  | „Sound of the Underground” Writers: M. Cooper, N. Scarlett, B. Higgins, Xenomania              | 3:41    |
| 2.  | „No Good Advice” Writers: M. Cooper, B. Higgins, L. Cowling, N. Coler, Xenomania, L. Nystrom   | 3:48    |
| 3.  | „Life Got Cold” Writers: M. Cooper, L. Cowling, N. Coler, B. Higgins, Xenomania                | 3:57    |
| 4.  | „Jump” Writers: G. Skardina, M. Sharron, S. Mitchell, Xenomania                                | 3:40    |
| 5.  | „Some Kind Of Miracle” Writers: M. Cooper, L. Cowling, T. Powell, S. Lee, B. Higgins, E. Lynch | 3:09    |
| 6.  | All I Need (All I Don't) Writers: A. Knox, Peters & Peters                                     | 3:38    |
| 7.  | „Mars Attack” Writers: A. Clarkson, P. Carter, M. Glanville                                    | 3:28    |
| 8.  | „You Freak Me Out” Writers: B. McFadden, N. Shorten                                            | 3:05    |
| 9.  | „Girls Allowed” Writers: B. McFadden, N. Shorten                                               | 3:26    |
| 10. | „Forever And A Night” Writers: G. Miller, M. Fueller, A. Goldmark                              | 3:17    |
| 11. | „Love/Hate” Writers: N. Scarlett, E. Becker, B. Higgins, Xenomania                             | 4:40    |
| 12. | „Boogie Down Love” Writers: A. Clarkson, P. Carter, M. Glanville                               | 4:05    |
| 13. | „Stop” Writers: M. Cooper, B. Higgins, M. Gray, Xenomania                                      | 3:35    |
| 14. | „White Lies” Writers: T. Kellett, S. Nordstrom                                                 | 4:01    |
| 15. | „Girls On Film”(UK Bonus Track) Writers: ?                                                     | 3:42    |

## Sprzedaż
W pierwszym tygodniu, sprzedaż albumu wyniosła 30 077 kopii, zaś reedycja sprzedała się w nakładzie ok. 26 000 kopii (w ciągu pierwszego tygodnia). Całkowicie, album sprzedał się w liczbie 316 000 kopii i uzyskał miano platynowej płyty, co jednakże nie uratowało go przed osiągnięciem tytułu „Najgorzej sprzedającego się albumu Girls Aloud”.

## Zmiany na liście
| UK Top 200 – zmiany na liście – Sound of the Underground | UK Top 200 – zmiany na liście – Sound of the Underground | UK Top 200 – zmiany na liście – Sound of the Underground | UK Top 200 – zmiany na liście – Sound of the Underground | UK Top 200 – zmiany na liście – Sound of the Underground | UK Top 200 – zmiany na liście – Sound of the Underground | UK Top 200 – zmiany na liście – Sound of the Underground | UK Top 200 – zmiany na liście – Sound of the Underground | UK Top 200 – zmiany na liście – Sound of the Underground | UK Top 200 – zmiany na liście – Sound of the Underground | UK Top 200 – zmiany na liście – Sound of the Underground | UK Top 200 – zmiany na liście – Sound of the Underground | UK Top 200 – zmiany na liście – Sound of the Underground | UK Top 200 – zmiany na liście – Sound of the Underground | UK Top 200 – zmiany na liście – Sound of the Underground | UK Top 200 – zmiany na liście – Sound of the Underground | UK Top 200 – zmiany na liście – Sound of the Underground | UK Top 200 – zmiany na liście – Sound of the Underground | UK Top 200 – zmiany na liście – Sound of the Underground | UK Top 200 – zmiany na liście – Sound of the Underground | UK Top 200 – zmiany na liście – Sound of the Underground | UK Top 200 – zmiany na liście – Sound of the Underground | UK Top 200 – zmiany na liście – Sound of the Underground | UK Top 200 – zmiany na liście – Sound of the Underground | UK Top 200 – zmiany na liście – Sound of the Underground | UK Top 200 – zmiany na liście – Sound of the Underground | UK Top 200 – zmiany na liście – Sound of the Underground | UK Top 200 – zmiany na liście – Sound of the Underground | UK Top 200 – zmiany na liście – Sound of the Underground | UK Top 200 – zmiany na liście – Sound of the Underground | UK Top 200 – zmiany na liście – Sound of the Underground | UK Top 200 – zmiany na liście – Sound of the Underground | UK Top 200 – zmiany na liście – Sound of the Underground | UK Top 200 – zmiany na liście – Sound of the Underground | UK Top 200 – zmiany na liście – Sound of the Underground | UK Top 200 – zmiany na liście – Sound of the Underground | UK Top 200 – zmiany na liście – Sound of the Underground |
| Tydzień                                                  | 01                                                       | 02                                                       | 03                                                       | 04                                                       | 05                                                       | 06                                                       | 07                                                       | 08                                                       | 09                                                       | 10                                                       | 11                                                       | 12                                                       | 13                                                       | 14                                                       | 15                                                       | 16                                                       | 17                                                       | 18                                                       | OUT                                                      | 19                                                       | 20                                                       | 21                                                       | 22                                                       | 23                                                       | 24                                                       | 25                                                       | OUT                                                      | 26                                                       | 27                                                       | 28                                                       | OUT                                                      | 29                                                       | 30                                                       | 31                                                       | OUT                                                      | 32                                                       |
| -------------------------------------------------------- | -------------------------------------------------------- | -------------------------------------------------------- | -------------------------------------------------------- | -------------------------------------------------------- | -------------------------------------------------------- | -------------------------------------------------------- | -------------------------------------------------------- | -------------------------------------------------------- | -------------------------------------------------------- | -------------------------------------------------------- | -------------------------------------------------------- | -------------------------------------------------------- | -------------------------------------------------------- | -------------------------------------------------------- | -------------------------------------------------------- | -------------------------------------------------------- | -------------------------------------------------------- | -------------------------------------------------------- | -------------------------------------------------------- | -------------------------------------------------------- | -------------------------------------------------------- | -------------------------------------------------------- | -------------------------------------------------------- | -------------------------------------------------------- | -------------------------------------------------------- | -------------------------------------------------------- | -------------------------------------------------------- | -------------------------------------------------------- | -------------------------------------------------------- | -------------------------------------------------------- | -------------------------------------------------------- | -------------------------------------------------------- | -------------------------------------------------------- | -------------------------------------------------------- | -------------------------------------------------------- | -------------------------------------------------------- |
| Pozycje                                                  | 2 (37,077)                                               | 12                                                       | 29                                                       | 30                                                       | 60                                                       | 83                                                       | 89                                                       | 108                                                      | 76                                                       | 61                                                       | 56                                                       | 49                                                       | 35                                                       | 17                                                       | 30                                                       | 49                                                       | 60                                                       | 123                                                      | OUT                                                      | 42 (26 000)                                              | 47                                                       | 54                                                       | 53                                                       | 49                                                       | 92                                                       | 107                                                      | OUT                                                      | 172                                                      | 133                                                      | 180                                                      | OUT                                                      | 192                                                      | 172                                                      | 184                                                      | OUT                                                      | 151                                                      |